# 拟赋范空间
在线性代数、泛函分析和数学的相关领域，拟范数与范数类似，它满足范数公理，除了三角不等式被替换为
{\displaystyle \|x+y\|\leq K(\|x\|+\|y\|)}
对于某个{\displaystyle K>0}。
这不能与半范数或伪范数相混淆，后者满足范数公理，但没有正定性。

## 相关概念
一个赋有拟范数的向量空间被称为拟赋范向量空间。
一个完备拟赋范向量空间被称为拟巴拿赫空间。
一个拟赋范空间{\displaystyle (A,\|\cdot \|)}被称为拟赋范代数，如果向量空间A是一个代数且存在常数K>0满足 
{\displaystyle \|xy\|\leq K\|x\|\cdot \|y\|}
对于所有{\displaystyle x,y\in A}。
一个完备拟赋范代数被称为拟巴拿赫代数。